# Čečín (Plasy)
Čečín je zaniklá ves, někdejší klášterní dvůr a bývalá hájovna ležící mezi Babinou a Kočínem ve východní části okresu Plzeň-sever, pět kilometrů od Plas.

## Poloha
Čečín je luční lokalitou obklopenou lesy nad levým břehem řeky Střely. Na Lesním potoce (dříve Čečínský potok), který protéká místem od severozápadu k jihovýchodu, jsou založené dva malé rybníky. Na místě bývalé grangie a dvora, které se nacházely severozápadně od hájovny, je vysázen ovocný sad. V Čečíně se kříží zelená turistická cesta z Nebřezin do Dolního Hradiště s modrou z Kopidla do Kaznějova. Zelená turistická trasa je součástí Centrální stezky Via Czechia.

## Historie
Ves Čečín byla ve druhé polovině 12. století rozdělena mezi tři majitele. Všechny části v letech 1184–1190 získali řeholníci plaského kláštera výměnou za statky příliš vzdálené od klášterního panství. Samotnou ves zrušili a na jejím místě založili grangii, která je písemně připomenuta v roce 1224 a znovu roku 1250 v potvrzení majetku kláštera papežem Inocencem IV.
Po husitských válkách byl zchudlý klášter nucen dvůr zastavit – roku 1445 jej do zástavy získal Jan z Bratronic a od něj jej později převzal Beneš z Kolovrat na Libštejně. Benešův vnuk Jaroslav vrátil roku 1497 dvůr zpět cisterciákům, pravděpodobně neudržovaný. Klášter nejspíše neměl prostředky na jeho opravu, protože při převodu do majetku kaceřovského panství Floriána Gryspeka v letech 1542–1544 byl označen jako pustý. Podle kaceřovského urbáře z roku 1558 měli pole a louky patřící k Čečínu v pronájmu poddaní z Kočína, o les se staral místní hajný. V pobělohorských konfiskacích se roku 1623 pozemky zaniklého Čečína vrátily zpět do majetku kláštera.
V prostoru zaniklé vesnice bylo pomocí leteckého laserového skenování odhaleno okrouhlé tvrziště o průměru šedesát metrů.